# Trumbuja
Trumbuja je nenaseljeni otočić u Medulinskom otočju, koje se nalazi u Medulinskom zaljevu, na jugu Istre. Otočić leži 360 metara od rta Školjić kod Premanture, u pravcu otoka Ceja od kojeg je udaljen oko 800 m.
Površina otoka je 21.830 m2, duljina obalne crte 531 m, a visina 11 metara.